# Zapasy na Igrzyskach Azjatyckich 2014
Zapasy na Igrzyskach Azjatyckich 2014 odbywały się w dniach 27 września – 1 października 2014 roku. Rywalizacja odbywała się w Dowon Gymnasium w Inczon w dwudziestu konkurencjach.

## Podsumowanie

### Klasyfikacja medalowa
Gospodarz zawodów został zaznaczony kolorem.
| Klasyfikacja medalowa | Klasyfikacja medalowa | Klasyfikacja medalowa | Klasyfikacja medalowa | Klasyfikacja medalowa | Klasyfikacja medalowa |
| Miejsce               | państwo               | Złoto                 | Srebro                | Brąz                  | Razem                 |
| --------------------- | --------------------- | --------------------- | --------------------- | --------------------- | --------------------- |
| 1                     | Iran                  | 6                     | 1                     | 5                     | 12                    |
| 2                     | Japonia               | 4                     | 3                     | 4                     | 11                    |
| 3                     | Korea Południowa      | 3                     | 3                     | 6                     | 12                    |
| 4                     | Uzbekistan            | 3                     | 1                     | 3                     | 7                     |
| 5                     | Kazachstan            | 1                     | 4                     | 5                     | 10                    |
| 6                     | Chiny                 | 1                     | 3                     | 5                     | 9                     |
| 7                     | Indie                 | 1                     | 1                     | 3                     | 5                     |
| 8                     | Korea Północna        | 1                     | 1                     | 1                     | 3                     |
| 9                     | Mongolia              | 0                     | 1                     | 4                     | 5                     |
| 10                    | Kirgistan             | 0                     | 1                     | 3                     | 4                     |
| 11                    | Tadżykistan           | 0                     | 1                     | 0                     | 1                     |
| 12                    | Turkmenistan          | 0                     | 0                     | 1                     | 1                     |
| Razem                 | Razem                 | 20                    | 20                    | 40                    | 80                    |

### Medaliści
| Konkurencja              | 1. miejsce               | 2. miejsce               | 3. miejsce                                |
| Mężczyźni styl klasyczny | Mężczyźni styl klasyczny | Mężczyźni styl klasyczny | Mężczyźni styl klasyczny                  |
| ------------------------ | ------------------------ | ------------------------ | ----------------------------------------- |
| do 59 kg                 | Kōhei Hasegawa           | Yun Won-chol             | Tian Qiye Ałmat Kiebispajew               |
| do 66 kg                 | Ryu Han-su               | Ryūtarō Matsumoto        | Ri Hak-won Afszin Bijabangard             |
| do 71 kg                 | Jeong Ji-hyeon           | Dilshodjon Turdiyev      | Sa’id Abdewali Şermet Permanow            |
| do 75 kg                 | Kim Hyeon-woo            | Takehiro Kanakubo        | Dosżan Kartikow Pajam Bujeri              |
| do 80 kg                 | Habibollah Achlaghi      | Tsukasa Tsurumaki        | Besiki Saldadze Dżanarbek Kendżejew       |
| do 85 kg                 | Rustam Assakałow         | Lee Se-yeol              | Peng Fei Modżtaba Karimfar                |
| do 98 kg                 | Mahdi Alijari Fejzabadi  | Xiao Di                  | Jerułan Iskakow Norikatsu Saikawa         |
| do 130 kg                | Nurmachan Tinalijew      | Kim Yong-min             | Meng Qiang Baszir Babadżanzade            |
| Mężczyźni styl wolny     |                          |                          |                                           |
| do 57 kg                 | Jong Hak-jin             | Rasuł Kalijew            | Batboldyn Nomin Yun Jun-sik               |
| do 61 kg                 | Masud Esma’ilpur         | Bajrang Kumar            | Lee Seung-chul Noriyuki Takatsuka         |
| do 65 kg                 | Yogeshwar Dutt           | Zalimchan Jusupow        | Ye’erlanbieke Katai Ixtiyor Navruzov      |
| do 70 kg                 | Bekzod Abduraxmonov      | Oh Man-ho                | Ełaman Dogdurbek uułu Takafumi Kojima     |
| do 74 kg                 | Raszyd Kurbanow          | Ezzatollah Akbari        | Lee Sang-kyu Narsingh Pancham Yadav       |
| do 86 kg                 | Mejsam Mostafa Dżokar    | Jesbołat Nurżumbajew     | Umidjon Ismanov Kim Gwan-uk               |
| do 97 kg                 | Reza Jazdani             | Magomied Musajew         | Dordżchandyn Chüderbulag Mamied Ibragimow |
| do 125 kg                | Parwiz Hadi              | Daulet Szabanbaj         | Nobuyoshi Arakida Nam Koung-jin           |
| Kobiety styl wolny       |                          |                          |                                           |
| do 48 kg                 | Eri Tōsaka               | Sun Yanan                | Tatjana Bakatiuk Vinesh Phogat            |
| do 55 kg                 | Saori Yoshida            | Sündewijn Bjambceren     | Ajsułuu Tynybekowa Zhong Xuechun          |
| do 63 kg                 | Rio Watari               | Xi Luozhuoma             | Sücheegijn Cerenczimed Geetika Jakhar     |
| do 75 kg                 | Zhou Feng                | Giuzel Maniurowa         | Hwang Eun-ju Oczirbatyn Burmaa            |